# Villers-le-Tourneur

Villers-le-Tourneur este o comună în departamentul Ardennes din nordul Franței. În 1 ianuarie 2022 avea o populație de 216 de locuitori.